# Бласи (Јон)
Бласи (фр. Blacy) насеље је и општина у источном делу централне Француске у региону Бургоња, у департману Јон која припада префектури Авалон.
По подацима из 2011. године у општини је живело 108 становника, а густина насељености је износила 11,92 становника/km². Општина се простире на површини од 9,06 km². Налази се на средњој надморској висини од 290 метара (максималној 331 m, а минималној 197 m).

## Демографија
| 1962. | 1968. | 1975. | 1982. | 1990. | 1999. | 2011. |
| ----- | ----- | ----- | ----- | ----- | ----- | ----- |
| 85    | 86    | 90    | 90    | 89    | 90    | 108   |

График промене броја становника у току последњих година